# Marta Nováková
Pour les articles homonymes, voir Nováková.
Marta Nováková, née le 4 novembre 1954 à Turzovka, est une femme politique tchèque, ministre de l'Industrie et du Commerce de la République tchèque du 27 juin 2018 au 30 avril 2019.

## Biographie
Après avoir travaillé quelques années après l'obtention de son baccalauréat, elle reprend ses études en ingénierie des systèmes à l'Université technique d'Ostrava. Après l'obtention de son diplôme en 1979, et entre au magasin Prior à Ostrava dont elle gravit les échelons au fil des années. En 1998, elle devient actionnaire et présidente du conseil d'administration de U&SLUNO.
En mai 2014, elle devient la présidente de la Confédération tchèque du commerce et du tourisme, poste dont elle démissionne en juin 2018. En janvier 2016, elle entre au conseil d'administration de la Chambre économique de la République tchèque, en est la présidente à partir de mai 2017.

## Carrière politique
Le 22 juin 2018, le Président du gouvernement de la République tchèque Andrej Babiš la nomme au poste de ministre de l'Industrie et du Commerce. Le 27 juin, le président Miloš Zeman la nomme officiellement à ce poste.